# Villablino
Villablino (en paḷḷuezu Viḷḷablinu) es un municipio y villa española de la provincia de León, en la comunidad autónoma de Castilla y León. Capital de la comarca leonesa de Laciana, se encuentra entre las comarcas de Babia, Omaña, El Bierzo y el Principado de Asturias. Constituye el mayor centro comercial, económico y social del noroeste provincial, y es a su vez cabeza de partido judicial. Cuenta con una población de 7709 habitantes (INE 2024).

## Toponimia
El nombre de Villablino pudo ser debido a que el general romano Plinio hubiera residido en estas tierras tras convertirse en proscrito tras huir de la justicia romana, instalando aquí a su familia y amistades en la zona de San Mamés (Las Rozas), núcleo originario de la población. Sin embargo, también se apunta a la posibilidad de que proceda de un patricio romano, Flacus, cuyo nombre derivaría progresivamente hasta el término Territorio Platiano y Flaciana, recogidos en una bula papal de Juan VIII en el siglo IX.
Incluso algunos autores buscan su relación con el término céltico Allt Cean o Cerro fortificado, explicando así el nombre de Laciana como derivado del nombre céltico que tenían los castros, numerosos en la zona.

- Villa de Avelinum > Villavelinu > Viḷḷablinu.
- Villa Plinio > Villaplino > Villablino.
- Villa Neblina > Villaneblino > Villablino.

Posible evolución del nombre de Villablino.

## Geografía

### Ubicación

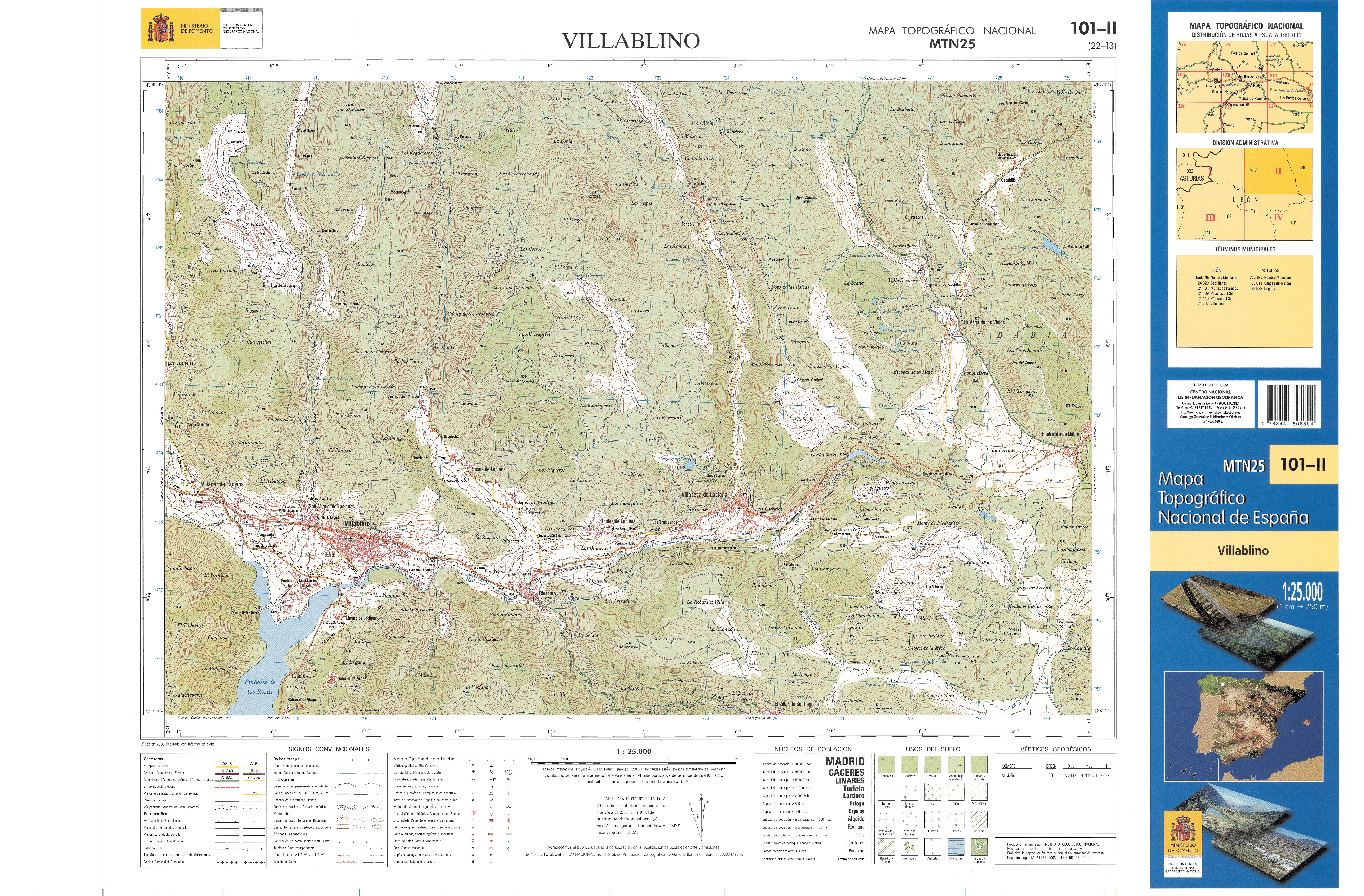
Fragmento de la hoja 101 del Mapa Topográfico Nacional de España de 2008 en el que se representa Villablino

Las localidades limítrofes con Villablino son:
| Noroeste: Cangas del Narcea (Asturias) | Norte: Cangas del Narcea (Asturias) y Somiedo (Asturias) | Noreste: Somiedo (Asturias) |
| Oeste: Cangas del Narcea (Asturias)    |                                                          | Este: Cabrillanes           |
| Suroeste Degaña (Asturias)             | Sur: Palacios del Sil y Murias de Paredes                | Sureste: Murias de Paredes  |

### Hidrografía
El principal río del municipio es el Sil, que dentro de los límites de la comarca va a parar al embalse de Las Rozas que se utiliza principalmente para la producción de energía hidroeléctrica en la central de Ondinas (León) y para el riego de la zona del alto Sil.

### Clima
El municipio recibe unos 800 mm al año. A pesar de situarse en las montañas, las nevadas no son fuertes ya que se sitúa en el fondo de un valle y, la temperatura media anual se encuentra en unos 10 °C, lo que hace que la zona tenga un clima suave la mayor parte del año, con pocas complicaciones debido a la meteorología en los meses cálidos.

## Historia

### Prehistoria
La historia de Villablino es indisoluble de la del valle de Laciana. Las primeras evidencias de actividad humana en el valle son túmulos funerarios megalíticos. Este tipo de estructuras, propias de comunidades pastoriles, servían como lugar de enterramiento o delimitación territorial.
Sin embargo, los principales restos del pasado más antiguo del Valle de Laciana son los numerosos castros prerromanos, como el Castro de la Zamora, Las Muelas del Castro, el Pico del Castro, Las Coronas de Tardepanes o La Cruz del Castro. Laciana estaba habitada por una tribu de astures, los pesicos, de los que no se conoce demasiado, más allá de las costumbres generales de los pueblos castreños.

### Edad Antigua
Con la llegada de los romanos, los castros lacianiegos recibieron la influencia de las comunidades romanas a través de intercambios comerciales. Pero es tras las guerras cántabras, cuando definitivamente estos territorios pasan a dominio de Roma. La posición de Laciana como zona de paso hacia Asturias hace probable que fuese un lugar de relativa importancia en el desarrollo de estas guerras. Además, cuando los romanos se dan cuenta de que el Sil arrastra oro, siguieron este río, lo que les llevaría a Laciana.
La romanización progresiva del territorio tiene lugar con la fundación o reaprovechamiento de diversos castros, posiblemente con un objetivo minero: Las inmediaciones de Laciana presentan restos de minería romana (canalizaciones o embalses de agua) para la extracción de oro en lugares como "el Nevadin", conservando topónimos ("Orallo").
Antiguas excavaciones realizadas en el Castro de las Muelas, llamado así por la gran cantidad de molinos de mano aparecidos en el yacimiento, sacaron a la luz restos de terra sigillata (cerámica romana), monedas romanas y objetos metálicos, entre otros. Otras evidencias de la romanización en Laciana son el ara votiva a los dioses indígenas Cos y Craro, una inscripción (hoy perdida) ubicada en un paraje denominado "La Escrita" y tesorillos de monedas encontrados en el vecino Villarino.

### Edad Media
Con la caída del Imperio romano y el inicio de la Edad Media, se inició un abandono progresivo de los castros para dar lugar a asentamientos en los valles. La organización feudal daría lugar a relaciones de vasallaje y la formación de sistemas de concejo.
Uno de los vestigios más importantes de la Alta Edad Media lacianiega es la iglesia de Robles de Laciana, de planta románica, consagrada por el obispo de Oviedo, de la familia de los Arias, en 1090. Cuenta con imágenes de Santa Catalina y San Blas del siglo XIV.
Entre la Historia y la leyenda, se encuentra el relato de la batalla del Cueto de Arbas, recogida por las Crónicas del Principado de Asturias, y que enfrentaría al rey vándalo Gunderico y al rey suevo Hermerico. También existe la leyenda de otra escaramuza realizada en la laguna pantanosa que limita León y Asturias en la Vega del Palo, donde un ejército musulmán procedente de Covadonga sería derrotado y masacrado, en parte por la escaramuza y en parte por los terrenos movedizos del pantano.
Carta puebla
Hay que nombrar la famosa Carta Puebla, concedida por Alfonso X el Sabio el 24 de marzo de 1270, un escrito que daba a los vecinos de Laciana inmunidad y libertad ante los condes de Luna y de Toreno, cuya intención era conquistar el valle por sus fértiles tierras; los vecinos, que llegaron a estar asediados sin poder salir de los territorios de la comarca, se dirigieron primero al castillo de Alfonso X en Valladolid, pero al encontrarse el rey de viaje tuvieron que dirigirse a la ciudad de Burgos.
Este documento es similar a otros concedidos en el siglo XIII, que responden a un asentamiento y repoblación de los territorios reconquistados, o una reordenación territorial y administrativa, entre otras causas. Laciana, situada en un importante enclave comercial medieval, suponía un bocado goloso para una nobleza de poder creciente, que pretendía explotar sus riquezas. A través de la Carta Puebla, Laciana se consolida como un territorio de realengo, es decir, que depende exclusivamente del rey. Se organiza y cobra fuerza el Concejo, que posteriormente dejará constancia de su importancia con sus Ordenanzas. Poco tiempo después, Leitariegos recibirá un documento de exención fiscal en la misma línea, que de hecho significará la adscripción de sus habitantes como hidalgos. Sin embargo, a pesar de la concesión de la Carta Puebla de San Mamés de las Rozas, la nobleza continuará sus atropellos y son múltiples los procesos judiciales durante la Edad Media y la Edad Moderna. La carta puebla, junto al Libro de la Sal, ambos de valor incalculable, fueron recuperados tras su pérdida en 2003 y actualmente se encuentran en el Archivo municipal del Ayuntamiento de Villablino.

Sepan quantos este privillegio vieren y oyeren como nos, don Alfonso por la gracia de Dios rey de Castilla, de Toledo, de León, de Galicia, de Sevilla, de Córdova, de Murcia, de Jaem e del Algarbe, en uno con la reyna donna Violante mi muger e con nuestros fijos el infante don Fernando, primero e heredero, e con don Sancho e don Pedro e don Juan e don Jayme. Porque los omes de la tierra Laziana, se nos enviaron querellar muchas vezes que recibían muchos males e muchos tuertos de caballeros e de escuderos e de otros omes malfechores queles rovaban e tomavan lo suyo sin su plazer. E pidierom nos merced queles diésemos un lugar qual touviésemos por bien en que poblasen, e les otorgásemos los nuestros regalengos e los nuestros derechos que aviemos en esta tierra sobredicha e que nos darían lo que touviésemos por bien.

Nos, por les fazer bien y merced, e porque la tierra sea mejor poblada e se mantenga más en justicia, dámosles e otorgmamosles todos los nuestros regalengos e todos los nuestros derechos que y avemos e devemos aver enesta tierra sobredicha que los ayan libres e quitos para siempre jamás. Salvo ende el patronadgo delas iglesias que retenemos para nos, e ellos que ayan la renda dellas las que solían dar a nos o al rrico ome quela tierra terna por nos. E estos derechos e estos regalengos les damos en tal manera que ellos pueblen enel lugar o dicen Sanct Mamés. E que fagan y villa e todos los que y poblaren que tengan y las mayores casas pobladas e encierren y su pan y su vino.
E otro sí, les otorgamos que fagan y mercado cada selmana en día de martes, e que todos aquellos que y vinieren que vengan e vayan seguros así como a todos los otros mercadas de Asturias.
E otro sí, les otorgamos el fuero de Benavente porque se judguen, e los que se alçaren de los juyzes desta puebla quese alcen a nos e non a otro lugar.
E otro sí, les otorgamos que ayan estos términos libres e quitos por estos lugares, como comiença porla caraçal delos Vaos e dende ala Piedra Forçada de Carascón e porla sierra de Torona de goda que parte con Vabia, e dende ala barnna de Almuçara la Vieja que parte con Babia e con Sen Miedo e por Piedra Frinso e dende como parte con Sen Miedo e por el Aluergueria de Castrernal que parte con Cangas, e por el piélago del Moro que parte otrosí con Cangas e por elpino que es cabo de casa de Pedro Martínez de Degaña assí como parte con Cangas, e dende por cima de Piedra Fita. E dende porla sierra de Queyxa e por el río de Teyxedo e por el río de Urria. E dende al coto de Çebelledo e dende al quadro que pro con Bivero e por la sierra de Trabajes que parte con los Vaos.
E por estas cosas sobredichas queles damos han a dar cada anno a nos o aquien la tierra touviere por nos ochenta maravedís, la meatad por San Martín e la otra meatad por Sanct Juan de junio, e diez maravedíes para yantar al rico omne quela tierra touviere por nos e otros tantos al merino que y andoviere por nos una vez enel anno quando y fuere por razón de fazer su officio.
E otro sí, porque se temían quesi el rico omne y metiese sus omnes que recadbasen el portadgo que les farían muchas escatimas pidieron nos queles diésemos el portazgo sobredicho e que nos darían porello ciento y cincuenta maravedíes a estos plazos sobredichos. E nos otorgámosgelo que le ayan libre e quito e lo recauden por sus omnes ental manera que lo non tomen sinon como lo solían tomar fasta aquí.
E por esto que sean escusados de todos los otros pechos salvo ende moneda e hueste quando acaeciere. Pero los fijos dalgo que y poblaren que non pechen moneda aquellos que la non solíen pechar ante que y poblasen.
E mandanos e defendemos que ninguno non sea osado de yr contra este provilegio para quebrantarlo nin para menguarlo en ninguna cosa, ca cualquier que lo fiziese aurie nuestra yra e pecharnos ye en coto diez mill maravedíes. E alos pobladores del logar sobredicho o a quien su boz oviese todo el danno doblado.
E porque esto sea firme e estable, mandamos sellar este privillegio con nuestro sello de plomo. Fecho el privillegio en Burgos sábado, veynte e quatro días andados del mes de março, en era de mill e trescientos e ocho annos.
E nos, el sobredicho rey don Alfonso reinante e unu con la reyna donna Violante mi muger e con nuestros fijos el infante don Fernando, primero e heredero, e con don Sancho e don Pedro e don Juan e don Jaymes en Castilla, en Toledo, en León, en Galicia, en Sevilla, en Córdova, en Murcia, en Jaem, en Baeça, en Badajoz e enel Algarbe otorgamos este privillegio e confirmamos lo.
Don Sancho, arçobispo de Toledo e chanciller del rey, confirma. La Yglesia de Brugos vaga. Don Tello, obispo de Palencia, confirma. Don Fernando, obispo de Segovia, confirma. Don Lope, obispo de Sigüençza, confirma. Don Agostín, obispo de Osma, confirma. Don Pedro, obispo de Cuenca, confirma. Don fray Domingo, obispo de Avila, confirma. Don Virión, obispo de Calahorra, confirma. Don Fernando, obispo de Cordova, confirma. Don Pedro, obispo de Plazencia, confirma. Don Pascual, obispo de Jaem, confirma. La Iglesia de Cartagena vaga, confirma. Don frey Joan, obispo de Cadis, confirma (sic). Don Juan Conçales, maestre de la orden de Calatrava, confirma. Don Remondo, arçobispo de Sevilla, confirma. Don Alfonso de Molina confirma. Don Philippe, confirma. Don Luis, confirma. Don Nuño Gonçales, confirma. Don Lope Días, confirma. Don Simón Ruys, confirma. Don Juan Alfonso, confirma. Don Fernando Ruys de Castro, confirma. Don Juan García, confirma. Don Diego Sanches, confirma. Don Gil García, confirma. Don Pedro Cornel, confirma. Don Gómez Ruys, confirma. Don Rodrígo Rodríguez, confirma. Don Enrique Peres, repostoreo mayor del rey, confirma. Don Yugo, duc de Vergonna vasallo del rey, confirma. Don Enrri, duc de Loregne vasallo del rey, confirma. Don Alfonso, hijo del rey Joan Dacre emperador de Constantinopla e de la emperatriz donna Berenguella conde do (sic) vasallo del rey, confirma. Don Luys, hijo del emperador e de la emperatriz sobredichos conde de Belmonte vasallo del rey, confirma. Don Juan, fijo del emperador e de la emperatriz sobredichos conde de Monforte vasallo del rey, confirma. Don Gastón, vizconde de Vearre vasallo del rey, confirma. La Yglesia de Sanctiago vaga. Don Martín, obispo de León, confirma. La Yglesia de Oviedo vaga. Don Suero, obispo de Çamora, confirma. La Yglesia de Salamanca vaga. Don Ermán, obispo de Lugo, confirma. Don Juan, obispo de Orenses confirma. Don Gil, obispo de Tui, confirma. Don Nuño, obispo de Mondoñedo, confirma. Don Fernando, obispo de Coria, confirma. Don frey Bartolomé, obispo de Silue, confirma. Don fray Lorenço, obispo de Badallos, confirma. Pelay Peres, maestre de la orden de Sanctiago, confirma. Don Garci Fernando, maestre de la orden de Alcántara, confirma. Don Guillén, maestre de la orden del Temple, confirma. Don estevan Fernández, adelantedo mayor de Gallicia, confirma. Maestre Joan Alfonso, notario del rey en León e arcediano de Sanctiago, confirma. Don Alfonso Fernández, fijo del rey, confirma. Don Rodrigo Alfonso, confirma. Don Martín Alonso, confirma. Don Rodrigo Yuanes, pertiguero de Sanctiago, confirma. Don Gil Maríinez, confirma. Don Martín Gil, confirma. Don Joan Fernández, confirma. Don Ramiro Días, confirma. Don Ramiro Rodríguez, confirma. Signo del rey don Alfonso. Don Alfonso García, adelantado mayor de tierra de Murcia e del Andalozia, confirma.
Millán Pérez de Aellon lo fizo escrivir por mandado del rey en el anno de dizeocheno quel rey sobre dicho regno. Pedro García de Toledo lo escrivió.
Carta Puebla concedida por Alfonso X el Sabio.

### Edad Contemporánea

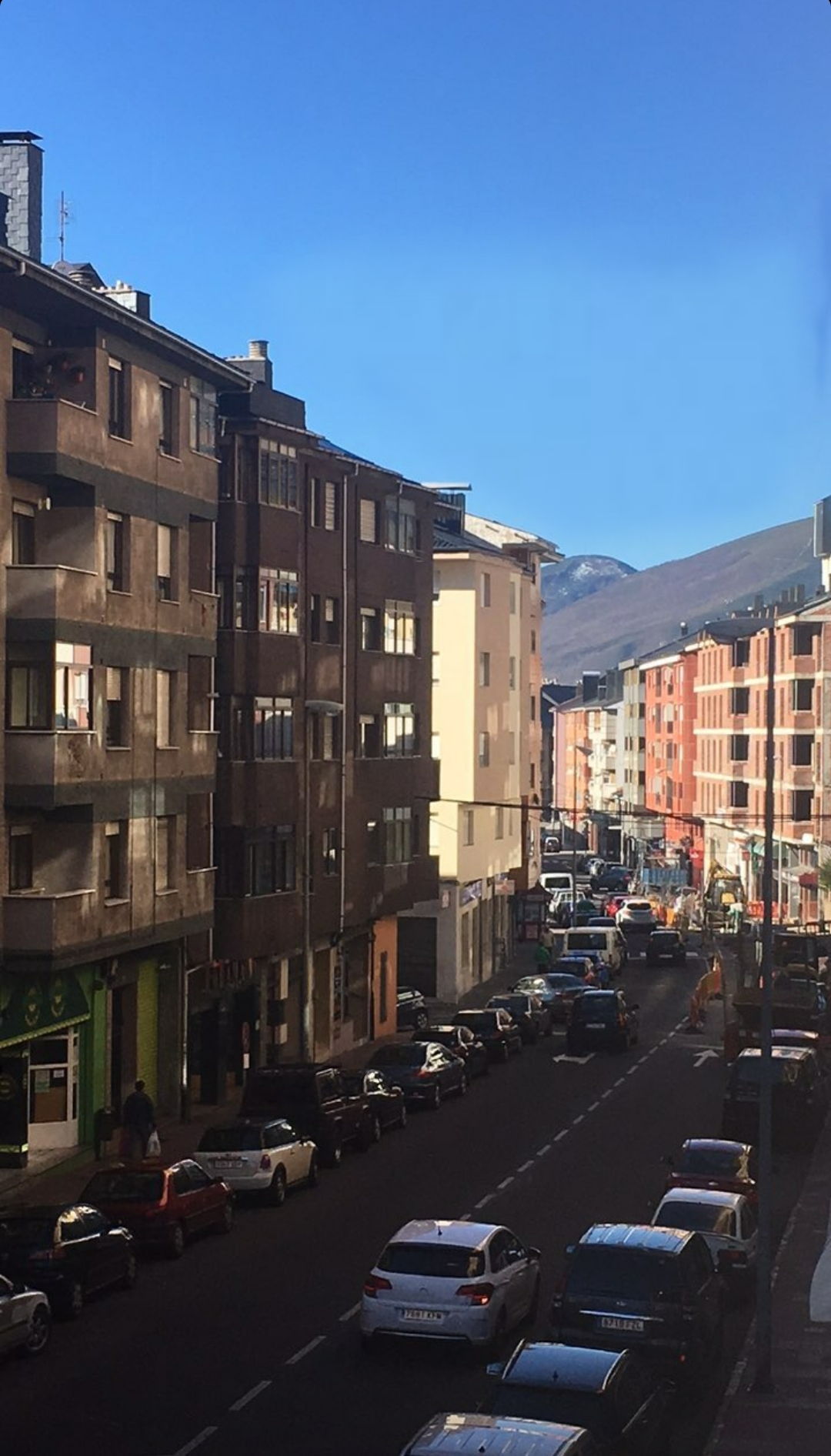
Avenida principal de Villablino

Durante la Edad Contemporánea, Laciana fue un centro de referencia en la Educación Liberal a través de la Institución Libre de Enseñanza, con los Sierra-Pambley.
Desarrollo minero
El aprovechamiento del carbón dio paso, desde las iniciales explotaciones familiares o Chamizos, a la aparición de la gran empresa minera Minero Siderúrgica de Ponferrada (MSP), en 1918. La construcción del ferrocarril Ponferrada-Villablino permitió un desarrollo de la actividad minera, con la elaboración de numerosos pozos y minas, y la progresiva transformación de una comunidad agro-ganadera en una comunidad obrera minera. La transformación afectó a las construcciones (casas cuartel, minas, infraestructura minera...), a los modos de vida, ideología, etc. De este modo, Villablino se convirtió en la población con el PIB per cápita más alto de España de 1921 a 1926. La conformación de una clase obrera desarrollada se demostró en los procesos revolucionarios de 1934, con la participación de columnas de mineros lacianiegos en la Revolución de octubre del 34.
Guerra civil y dictadura franquista
Poco después, con el estallido de la guerra civil española, los mineros se convirtieron en un núcleo ofensivo. Sin embargo, la toma inicial de Galicia por los nacionales permitió un paso hacia Laciana, objetivo tanto por su carácter izquierdista (socialista-comunista) como por ser un paso hacia Asturias.
De esta forma, el Valle de Laciana fue derrotado relativamente rápido, aunque Leitariegos y Somiedo se mantuvieron durante más tiempo como líneas de frente, y las columnas de mineros lacianiegos participaron en la defensa de estas líneas y en la posterior defensa de otros enclaves de la Guerra.
Con la Dictadura franquista, Laciana sufrió una amplia represión, seguida de un régimen especialmente duro, con un gran control de las autoridades franquistas y falangistas y una vigilancia de la actividad minera. A pesar de ello, en la MSP lacianiega surgirán las primeras Comisiones Obreras estables, germen del sindicato CC. OO., con una actividad importante donde destaca la labor de Benjamín Rubio. Se inicia así un marcado carácter sindical y antifranquista, que dará a esta zona una gran relevancia.
Etapa democrática
Con la llegada de la Transición, se sucedieron gobiernos del PCE, PSOE, IU y PSOE.
Entre los hitos más importantes desde la Transición española, destaca La Marcha Negra de 1992, cuando tras varios meses de huelga y enfrentamientos, se convocó una marcha andando hacia Madrid para impedir el cierre del Grupo María y una reducción importante de plantilla. Esta marcha de 500 mineros a Madrid será un hito dentro de la Lucha Sindical Española.
Actualmente, y desde 1979, alberga las Colonias de Verano de la Institución Libre de Enseñanza, en la casa de Sierra - Pambley, cedida por la Fundación Sierra - Pambley.

## Demografía
Villablino cuenta con una población de 7709 habitantes (INE 2024). La dinámica demográfica del municipio ha sido de franco retroceso, causado por el cierre de minas generalizado, principal medio de sustento del valle, tras la crisis del carbón, con una pérdida relativa del 33 % desde comienzos de siglo.
El valle lacianego vivió un gran crecimiento demográfico a lo largo de todo el siglo XX debido a la actividad minera generada para extraer carbón. El carbón modificó radicalmente la estructura demográfica del valle y también la estructura y jerarquía de las poblaciones del valle; es así como de un cúmulo de aldeas se pasa debido al desarrollo minero a un modelo jerarquizado en torno a la capital del valle, Villablino, que todavía hoy es el principal centro de servicios de la zona. El máximo se consiguió en 1996, con 15 628 habitantes y a partir de ahí la crisis del carbón provocó la destrucción de gran parte del tejido económico en el que se sustentaba el valle, por lo que la tendencia al alza se invirtió, iniciándose una pérdida generalizada de población hasta los 7709 habitantes (INE 2024).
Evolución de la población
| Gráfica de evolución demográfica de Villablino entre 1842 y 2021                                                    |
| |
| Población de derecho según los censos de población del INE Población de hecho según los censos de población del INE |

Distribución de la población
Las entidades de población que componen el término municipal de Villablino son las siguientes:
| Entidad de Población | Coordenadas                               | Pob. (2020) | Mapa |
| --- | ----------------------------------------- | ----------- | --- |
| Villablino | 42°56′17″N 6°19′12″O / 42.93806, -6.32000 | 4858        | \| Villablino Caboalles de Abajo Caboalles de Arriba Lumajo Llamas de Laciana Orallo Rabanal de Abajo Rabanal de Arriba Rioscuro Robles de Laciana Sosas de Laciana Villager El Villar de Santiago Villaseca de Laciana \| |
| Caboalles de Abajo | 42°57′11″N 6°22′19″O / 42.95306, -6.37194 | 982         | \| Villablino Caboalles de Abajo Caboalles de Arriba Lumajo Llamas de Laciana Orallo Rabanal de Abajo Rabanal de Arriba Rioscuro Robles de Laciana Sosas de Laciana Villager El Villar de Santiago Villaseca de Laciana \| |
| Caboalles de Arriba | 42°57′03″N 6°23′56″O / 42.95083, -6.39889 | 359         | \| Villablino Caboalles de Abajo Caboalles de Arriba Lumajo Llamas de Laciana Orallo Rabanal de Abajo Rabanal de Arriba Rioscuro Robles de Laciana Sosas de Laciana Villager El Villar de Santiago Villaseca de Laciana \| |
| Lumajo | 42°58′57″N 6°15′25″O / 42.98250, -6.25694 | 64          | \| Villablino Caboalles de Abajo Caboalles de Arriba Lumajo Llamas de Laciana Orallo Rabanal de Abajo Rabanal de Arriba Rioscuro Robles de Laciana Sosas de Laciana Villager El Villar de Santiago Villaseca de Laciana \| |
| Llamas de Laciana | 42°55′46″N 6°19′24″O / 42.92944, -6.32333 | 37          | \| Villablino Caboalles de Abajo Caboalles de Arriba Lumajo Llamas de Laciana Orallo Rabanal de Abajo Rabanal de Arriba Rioscuro Robles de Laciana Sosas de Laciana Villager El Villar de Santiago Villaseca de Laciana \| |
| Orallo | 42°58′05″N 6°21′15″O / 42.96806, -6.35417 | 173         | \| Villablino Caboalles de Abajo Caboalles de Arriba Lumajo Llamas de Laciana Orallo Rabanal de Abajo Rabanal de Arriba Rioscuro Robles de Laciana Sosas de Laciana Villager El Villar de Santiago Villaseca de Laciana \| |
| Rabanal de Abajo | 42°54′58″N 6°20′01″O / 42.91611, -6.33361 | 48          | \| Villablino Caboalles de Abajo Caboalles de Arriba Lumajo Llamas de Laciana Orallo Rabanal de Abajo Rabanal de Arriba Rioscuro Robles de Laciana Sosas de Laciana Villager El Villar de Santiago Villaseca de Laciana \| |
| Rabanal de Arriba | 42°55′15″N 6°19′28″O / 42.92083, -6.32444 | 27          | \| Villablino Caboalles de Abajo Caboalles de Arriba Lumajo Llamas de Laciana Orallo Rabanal de Abajo Rabanal de Arriba Rioscuro Robles de Laciana Sosas de Laciana Villager El Villar de Santiago Villaseca de Laciana \| |
| Rioscuro | 42°55′56″N 6°17′18″O / 42.93222, -6.28833 | 116         | \| Villablino Caboalles de Abajo Caboalles de Arriba Lumajo Llamas de Laciana Orallo Rabanal de Abajo Rabanal de Arriba Rioscuro Robles de Laciana Sosas de Laciana Villager El Villar de Santiago Villaseca de Laciana \| |
| Robles de Laciana | 42°56′26″N 6°16′34″O / 42.94056, -6.27611 | 112         | \| Villablino Caboalles de Abajo Caboalles de Arriba Lumajo Llamas de Laciana Orallo Rabanal de Abajo Rabanal de Arriba Rioscuro Robles de Laciana Sosas de Laciana Villager El Villar de Santiago Villaseca de Laciana \| |
| Sosas de Laciana | 42°56′58″N 6°17′59″O / 42.94944, -6.29972 | 153         | \| Villablino Caboalles de Abajo Caboalles de Arriba Lumajo Llamas de Laciana Orallo Rabanal de Abajo Rabanal de Arriba Rioscuro Robles de Laciana Sosas de Laciana Villager El Villar de Santiago Villaseca de Laciana \| |
| Villager de Laciana | 42°56′41″N 6°20′34″O / 42.94472, -6.34278 | 468         | \| Villablino Caboalles de Abajo Caboalles de Arriba Lumajo Llamas de Laciana Orallo Rabanal de Abajo Rabanal de Arriba Rioscuro Robles de Laciana Sosas de Laciana Villager El Villar de Santiago Villaseca de Laciana \| |
| El Villar de Santiago | 42°55′01″N 6°14′44″O / 42.91694, -6.24556 | 57          | \| Villablino Caboalles de Abajo Caboalles de Arriba Lumajo Llamas de Laciana Orallo Rabanal de Abajo Rabanal de Arriba Rioscuro Robles de Laciana Sosas de Laciana Villager El Villar de Santiago Villaseca de Laciana \| |
| Villaseca de Laciana | 42°56′40″N 6°15′13″O / 42.94444, -6.25361 | 990         | \| Villablino Caboalles de Abajo Caboalles de Arriba Lumajo Llamas de Laciana Orallo Rabanal de Abajo Rabanal de Arriba Rioscuro Robles de Laciana Sosas de Laciana Villager El Villar de Santiago Villaseca de Laciana \| |
| Total |                                           | 8444        | \| Villablino Caboalles de Abajo Caboalles de Arriba Lumajo Llamas de Laciana Orallo Rabanal de Abajo Rabanal de Arriba Rioscuro Robles de Laciana Sosas de Laciana Villager El Villar de Santiago Villaseca de Laciana \| |
| Fuente: INE, 2020 y Google Earth |                                           |             | \| Villablino Caboalles de Abajo Caboalles de Arriba Lumajo Llamas de Laciana Orallo Rabanal de Abajo Rabanal de Arriba Rioscuro Robles de Laciana Sosas de Laciana Villager El Villar de Santiago Villaseca de Laciana \| |
| Villablino Caboalles de Abajo Caboalles de Arriba Lumajo Llamas de Laciana Orallo Rabanal de Abajo Rabanal de Arriba Rioscuro Robles de Laciana Sosas de Laciana Villager El Villar de Santiago Villaseca de Laciana |                                           |             | |

## Transporte y comunicaciones
Red viaria
Desde Villablino se despliega una serie de carreteras comarcales que la comunican con Ponferrada, Cangas del Narcea, en Asturias, con la capital provincial, León, a través de la carretera LE-493 y la CL-623, que a su vez comunica también con la autopista Ruta de la Plata que une Gijón con Sevilla.
| Identificador | Denominación         | Itinerario                                                             |
| ------------- | -------------------- | ---------------------------------------------------------------------- |
| CL-626        | Carretera autonómica | Comunica el Puerto de Cerredo con Aguilar de Campoo.                   |
| CL-622        | Carretera autonómica | Comunica León (España) con Caboalles, en Asturias.                     |
| CL-631        | Carretera autonómica | Comunica Ponferrada con Villager de Laciana.                           |
| LE-733        | Carretera provincial | Comunica con Villablino con Cornellana a través del Puerto de Cerredo. |
| LE-493        | Carretera provincial | Comunica La Magdalena con Rioscuro a través de Riello.                 |

Ferrocarril

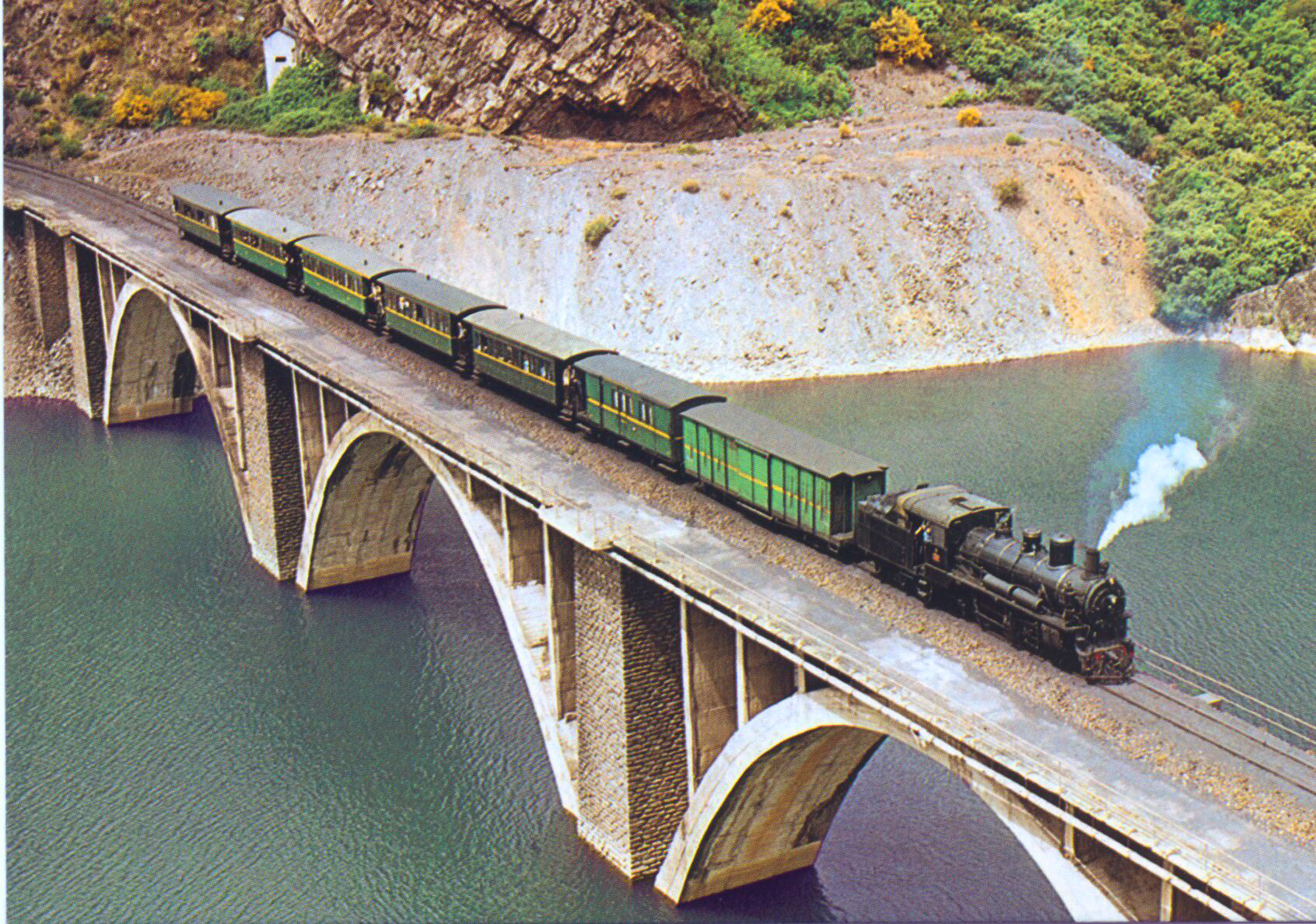
El ferrocarril Ponferrada-Villablino, construido para unir la cuenca de Laciana con Ponferrada

El Ferrocarril de la Empresa Minero Siderúrgica de Ponferrada unía Ponferrada con Villablino a través del valle del Sil, prestando servicio de viajeros. Actualmente solo se utiliza para el transporte del carbón de la cuenca de Laciana a la central térmica de Compostilla II en el municipio de Cubillos del Sil (sito a 8 km de Ponferrada). Su titularidad corresponde a la Junta de Castilla y León, y es explotado en régimen de concesión por la empresa Coto Minero Cantábrico. La actual concesión data de 1999 y se otorgó por 50 años.
Transporte aéreo
Para utilizar el transporte aéreo hay que ir hasta la capital de la provincia. El aeropuerto de León, que entró en servicio en 1999, es el aeropuerto más cercano, encontrándose a 101 kilómetros de Villablino.

## Economía
La mayor empresa en Villablino y comarca fue, Minero Siderúrgica de Ponferrada (MSP), ahora Coto Minero Cantábrico que fue durante los 80 y 90 la mayor empresa minera de Europa. Aunque actualmente solo tiene unos 150 trabajadores en el cielo abierto de Fonfría en Caboalles de Abajo. Además la empresa Hijos de Baldomero García mantiene la única mina de interior de la comarca con 90 mineros en Caboalles de Arriba. Es propiedad del Grupo Viloria.
Actualmente todas las minas del municipio han sido clausuradas. Algunas de ellas restauradas.
El polígono industrial de Villager alberga algunas empresas destacables como Dosiper.
El área industrial de Las Rozas mantiene pequeñas empresas.
La empresa ARMF mantiene actividad de reparación de trenes en la estación del ferrocarril de Villablino.
La principal forma de vida de la comarca era la minería del carbón de antracita y hulla, la ganadería, la agricultura y el turismo favorecido por la estación de esquí de Leitariegos dentro de los términos municipales de Laciana que en el año 2005 y 2006 batieron sus récords de asistencia.

## Símbolos
El escudo heráldico que representa al municipio fue aprobado en 1971 con el siguiente blasón:

Escudo de azur, la cruz florlisada de oro, y en sus cantones, cuatro lises y dos calderas de sable, y en punta, ondas de plata y gules. La bordura de gules, cargada de diez aspas de San Andrés. Al tibre, corona real.
Boletín Oficial del Estado n.º 132 de 3 de junio de 1971

La descripción textual de la bandera del municipio, aprobada en 2014, es la siguiente:

Dimensiones: 2:3. La bandera consta de tres franjas horizontales, dos verde claro en los extremos, de proporciones 30,41 % de la superficie vertical, cada una y una blanca central que ocupa el 39,18 restante. En la parte central, ocupando la totalidad de la franja blanca y un poco más de las dos terceras partes de las franjas verdes (en el sentido vertical), se encuentra el escudo de Laciana, en sus colores, rodeado de un círculo de quince flores amarillas, de Gritxándana, que representan las quince localidades del municipio. Tanto los tonos verdes, así como el amarillo, son los del escudo de Laciana.
Boletín Oficial de Castilla y León n.º 205 de 24 de octubre de 2014

## Administración y política
Administración municipal
La administración política del municipio se realiza a través de un ayuntamiento de gestión democrática, cuyos componentes se eligen cada cuatro años por sufragio universal. El censo electoral está compuesto por todos los residentes empadronados en Villablino, mayores de 18 años y con nacionalidad de cualquiera de los países miembros de la Unión Europea. Según lo dispuesto en la Ley del Régimen Electoral General, que establece el número de concejales elegibles en función de la población del municipio, la corporación municipal estaba formada por diecisiete ediles hasta 2015, cuando el número descendió a trece por caer la población por debajo de los 10 000 habitantes.
| Partido político                                            | 1979    | 1979       | 1983    | 1983       | 1987    | 1987       | 1991    | 1991       | 1995    | 1995       | 1999    | 1999       |
| Partido político                                            | % votos | concejales | % votos | concejales | % votos | concejales | % votos | concejales | % votos | concejales | % votos | concejales |
| Partido Socialista Obrero Español (PSOE)                    | 26,26   | 5          | 29,43   | 5          | 40,27   | 8          | 57,25   | 10         | 37,09   | 6          | 14,82   | 2          |
| Partido Popular (PP) (Alianza Popular hasta 1989)           | -       | -          | 20,41   | 3          | 9,7     | 1          | 11,25   | 2          | 16,17   | 3          | 15,96   | 3          |
| Izquierda Unida (IU)                                        | -       | -          | -       | -          | 10,61   | 2          | 30,4    | 5          | 42,65   | 8          | 62,47   | 11         |
| Unión de Centro Democrático (UCD)                           | 14,09   | 2          | -       | -          | -       | -          | -       | -          | -       | -          | -       | -          |
| Centro Democrático y Social (CDS)                           | -       | -          | -       | -          | 4,15    | 0          | -       | -          | -       | -          | -       | -          |
| Partido Comunista de España (PCE)                           | 30,83   | 6          | 50,16   | 9          | -       | -          | -       | -          | -       | -          | -       | -          |
| Unión del Pueblo Leonés (UPL)                               | -       | -          | -       | -          | -       | -          | -       | -          | 1,71    | 0          | 5,42    | 1          |
| Agrupación Independiente de Trabajadores Lacianiegos (AITL) | 9,32    | 1          | -       | -          | -       | -          | -       | -          | -       | -          | -       | -          |
| Independientes                                              | 19,49   | 3          | -       | -          | 34,09   | 6          | -       | -          | 1,57    | 0          | -       | -          |
| Partido de El Bierzo (PB)                                   | -       | -          | -       | -          | -       | -          | 0,24    | 0          | 0,07    | 0          | 0,08    | 0          |
| Izquierda Berciana                                          | -       | -          | -       | -          | -       | -          | 0,15    | 0          | -       | -          | -       | -          |

| Partido político                                        | 2003    | 2003       | 2007    | 2007       | 2011    | 2011       | 2015    | 2015       | 2019    | 2019       |
| Partido político                                        | % votos | concejales | % votos | concejales | % votos | concejales | % votos | concejales | % votos | concejales |
| Partido Socialista Obrero Español (PSOE)                | 37,91   | 7          | 38,7    | 7          | 36,16   | 7          | 37,68   | 6          | 46,46   | 7          |
| Izquierda Unida (IU)                                    | 36,11   | 7          | 27,76   | 5          | 29,87   | 5          | 29,04   | 4          | 18,34   | 2          |
| Partido Popular (PP)                                    | 20,21   | 3          | 10,23   | 2          | 18,33   | 3          | 8,27    | 1          | 13,87   | 2          |
| Ciudadanos (Cs)                                         | -       | -          | -       | -          | -       | -          | 11,21   | 1          | 13,93   | 2          |
| Podemos                                                 |         |            |         |            |         |            |         |            | 5,94    | 0          |
| Laciana Avanza                                          | -       | -          | -       | -          | -       | -          | 8,47    | 1          |         |            |
| Partido Autonomista Leonés - Unidad Leonesista (PAL-UL) | -       | -          | 9,73    | 2          | -       | -          | -       | -          |         |            |
| Partido Verde Europeo (LVE)                             | -       | -          | 8,95    | 1          | -       | -          | -       | -          |         |            |
| Movimiento Alternativo Social (MASS)                    | -       | -          | 0,97    | 0          | 6,08    | 1          | -       | -          |         |            |
| Ecolo-Verdes                                            | -       | -          | -       | -          | 5,41    | 1          | -       | -          |         |            |

Áreas municipales

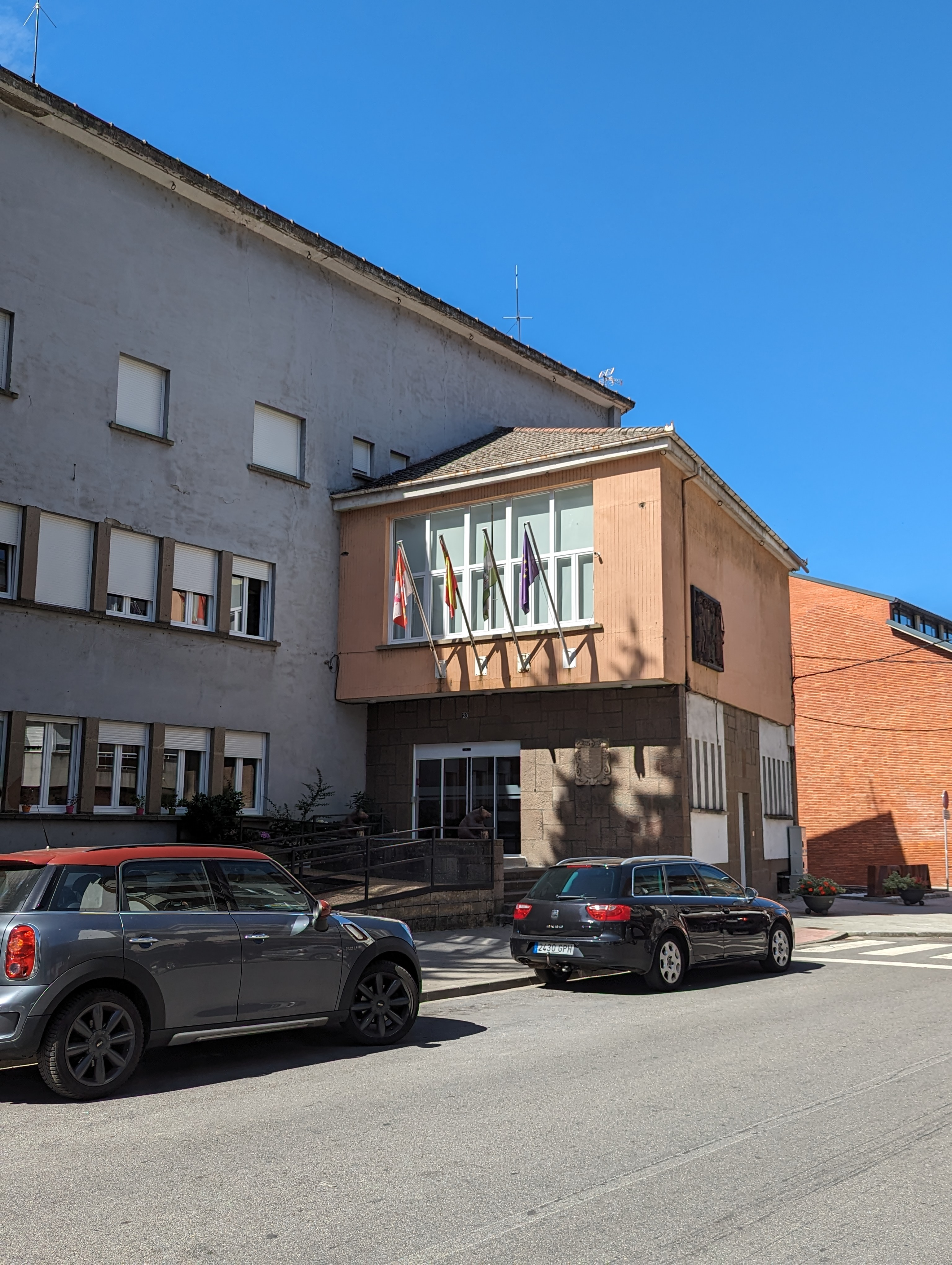
Casa consistorial

El término municipal, además de la cabecera, incluye los núcleos de Caboalles de Abajo, Villaseca de Laciana, Villager de Laciana, Caboalles de Arriba, Orallo, Sosas de Laciana, Rioscuro, Robles de Laciana, Lumajo, El Villar de Santiago, Rabanal de Abajo, Llamas de Laciana y Rabanal de Arriba.
La gestión ejecutiva municipal está organizada en áreas de gestión al frente de las cuales hay un concejal del equipo de gobierno. Cada área de gobierno tiene varias delegaciones en función de las competencias que se le asignan y que son variables de unos gobiernos municipales a otros. Las áreas actuales de gestión del Ayuntamiento son las siguientes:
- Polícia Local, Agencia del Desarrollo, Asuntos sociales y área de la mujer, Educación y Cultura, Turismo y Medio Ambiente, Deportes y Ferias y Consumo.

Administración judicial
El término de Villablino es sede del partido judicial de Villablino, el cual cuenta con un juzgado de primera instancia e instrucción único.

## Equipamientos y servicios
Educación

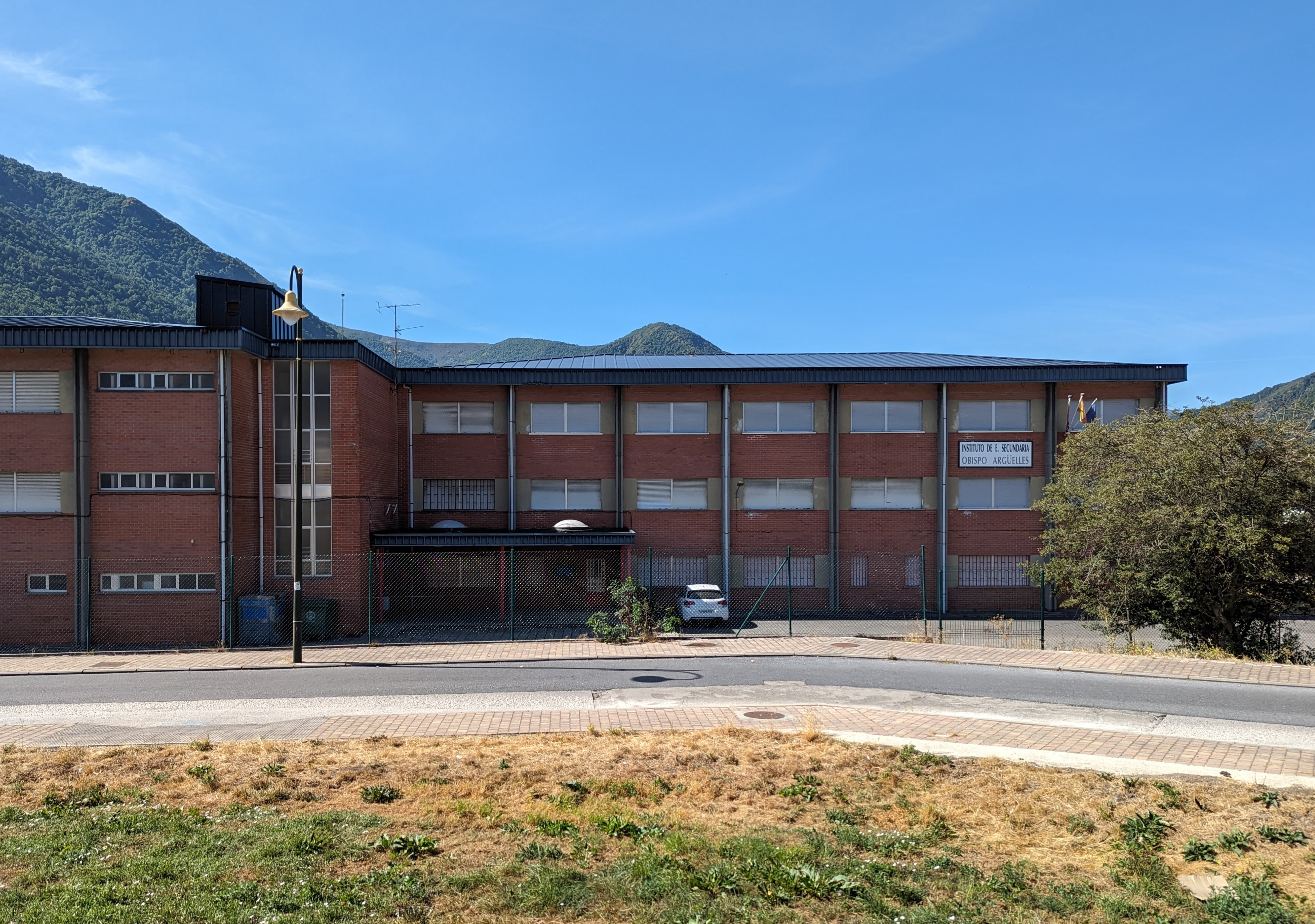
IES Obispo Argüelles

En la actualidad la localidad dispone de dos centros de educación infantil y primaria, el CEIP San Miguel y el CEIP Generación del 27; así como de dos centros de educación secundaria, el IES Obispo Argüelles y el IES Valle de Laciana. También cuenta con un aula de la UNED lo que permite impartir clases y realizar actividades que permiten ampliar los conocimientos a distancia. Dicha aula se encuentra en la casa de Sierra-Pambley. También cuenta con guarderías privadas y una pública.
Sanidad

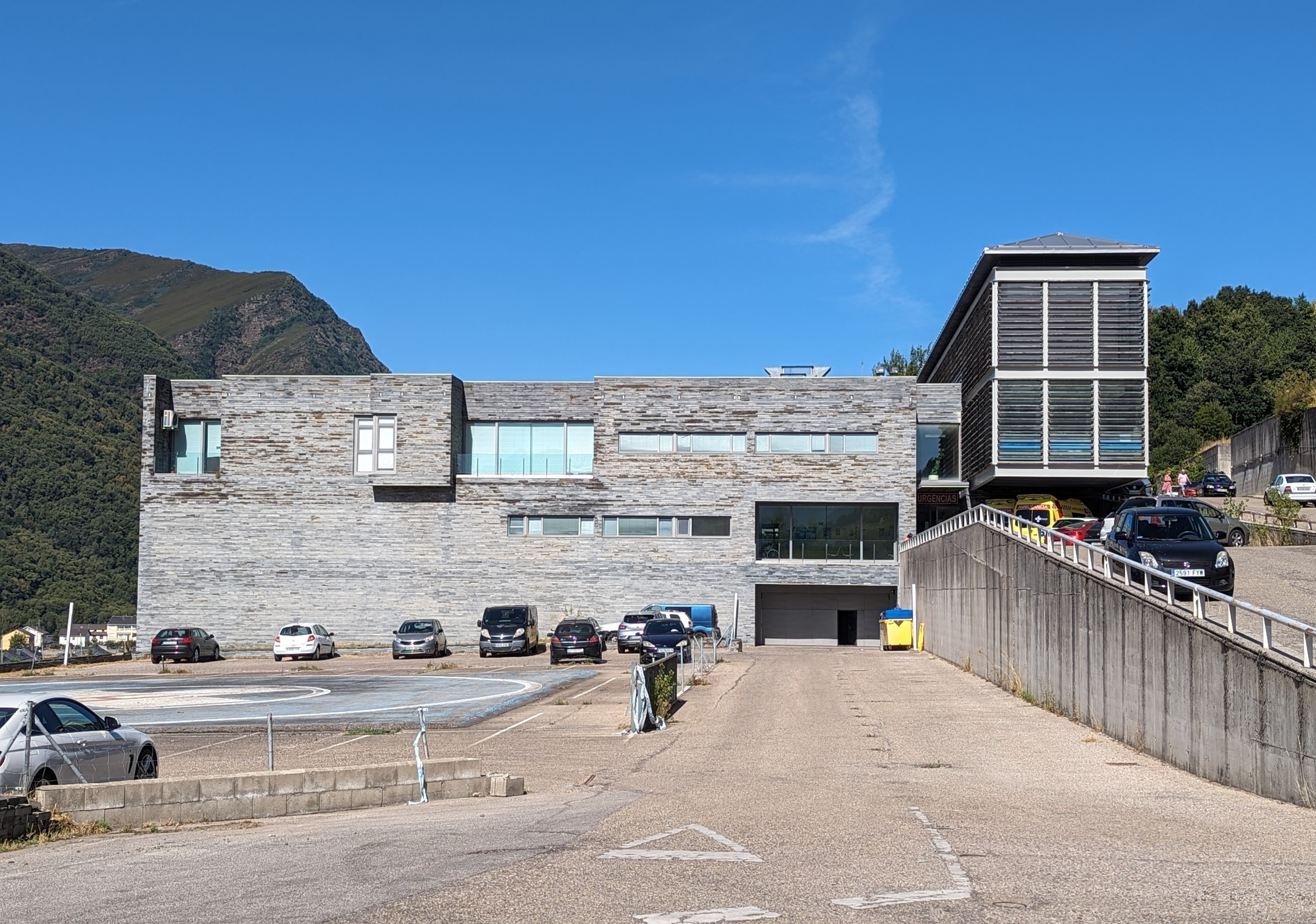
Centro sociosanitario Valle de Laciana

Villablino cuenta con hospital (Centro sociosanitario Valle de Laciana) perteneciente a la red SACyL. El centro sociosanitario cuenta con centro de día, residencia de ancianos y 20 camas hospitalarias en funcionamiento. Además hay 2 residencias de ancianos privadas.
Otros servicios

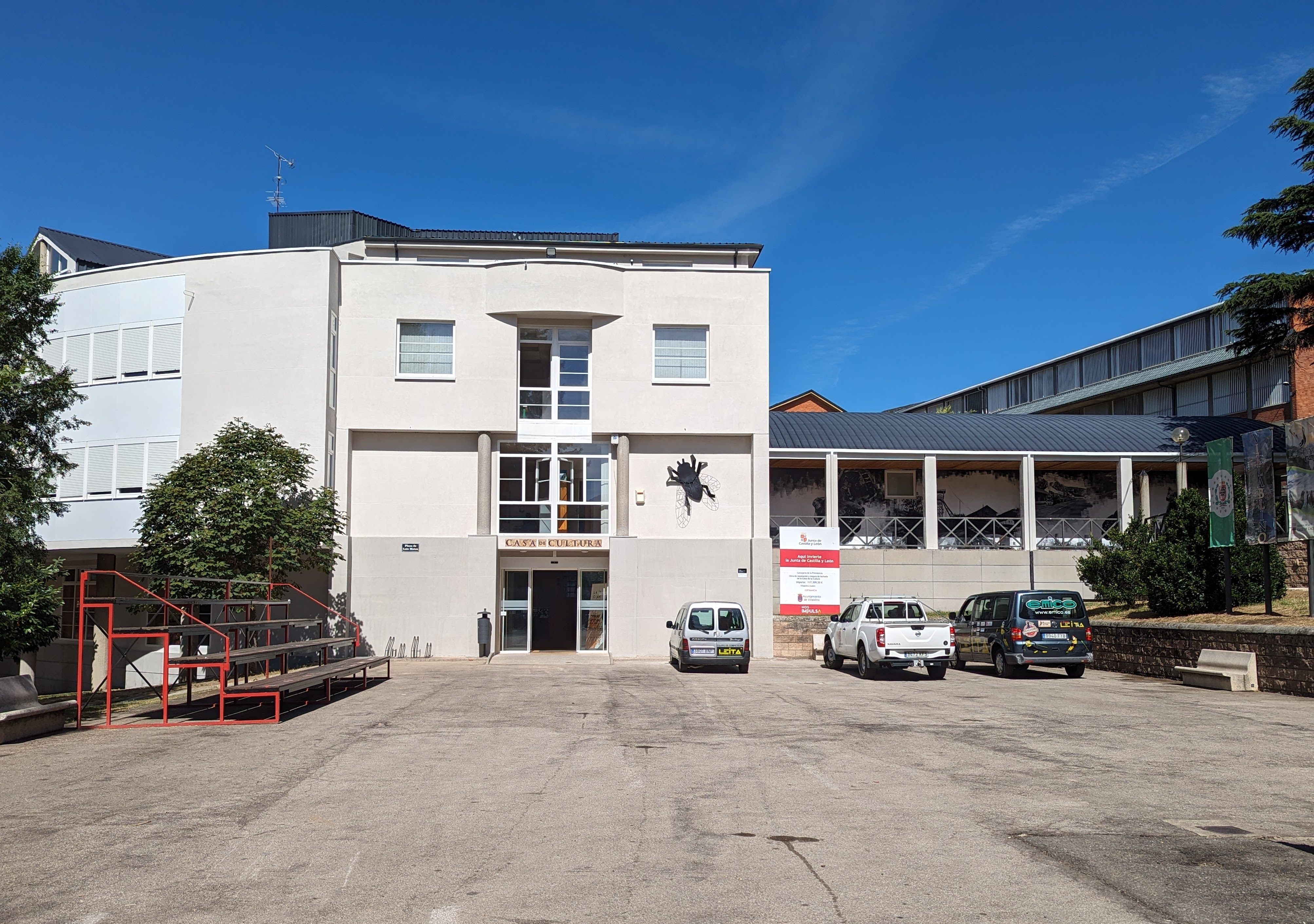
Casa de Cultura

En Villablino también hay una estación de bomberos y 112, policía local y cuartel de la Guardia Civil. Además cuenta con polideportivo municipal, el cual tiene piscinas municipales, campo de fútbol, gimnasio y pista de tenis y de pádel. También podemos encontrar la casa de cultura, donde están la biblioteca pública, aula de informática, auditorio y sala de exposiciones.

## Cultura

### Patrimonio natural y cultural

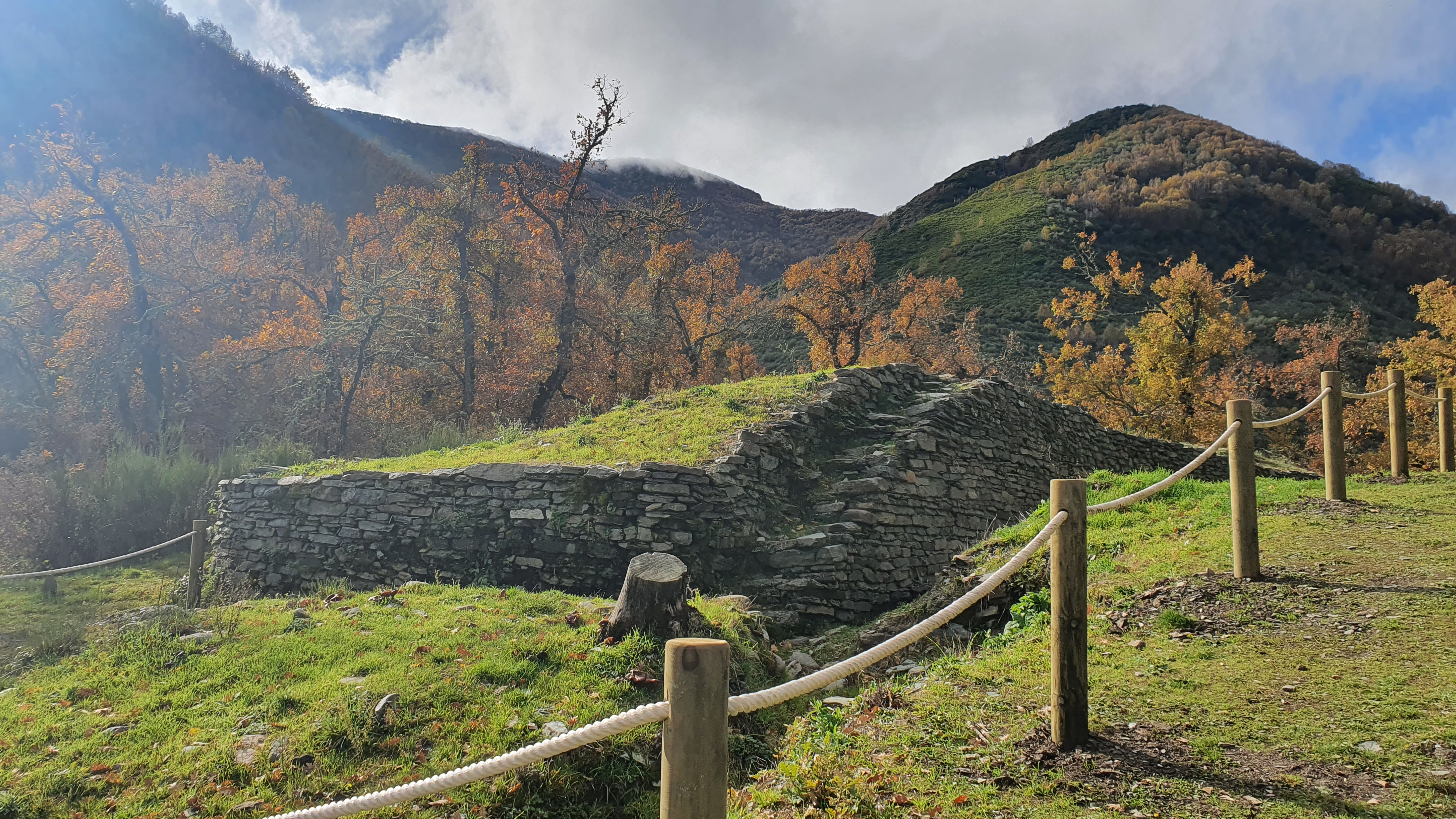
Restos del Castro de La Muela en Villablino

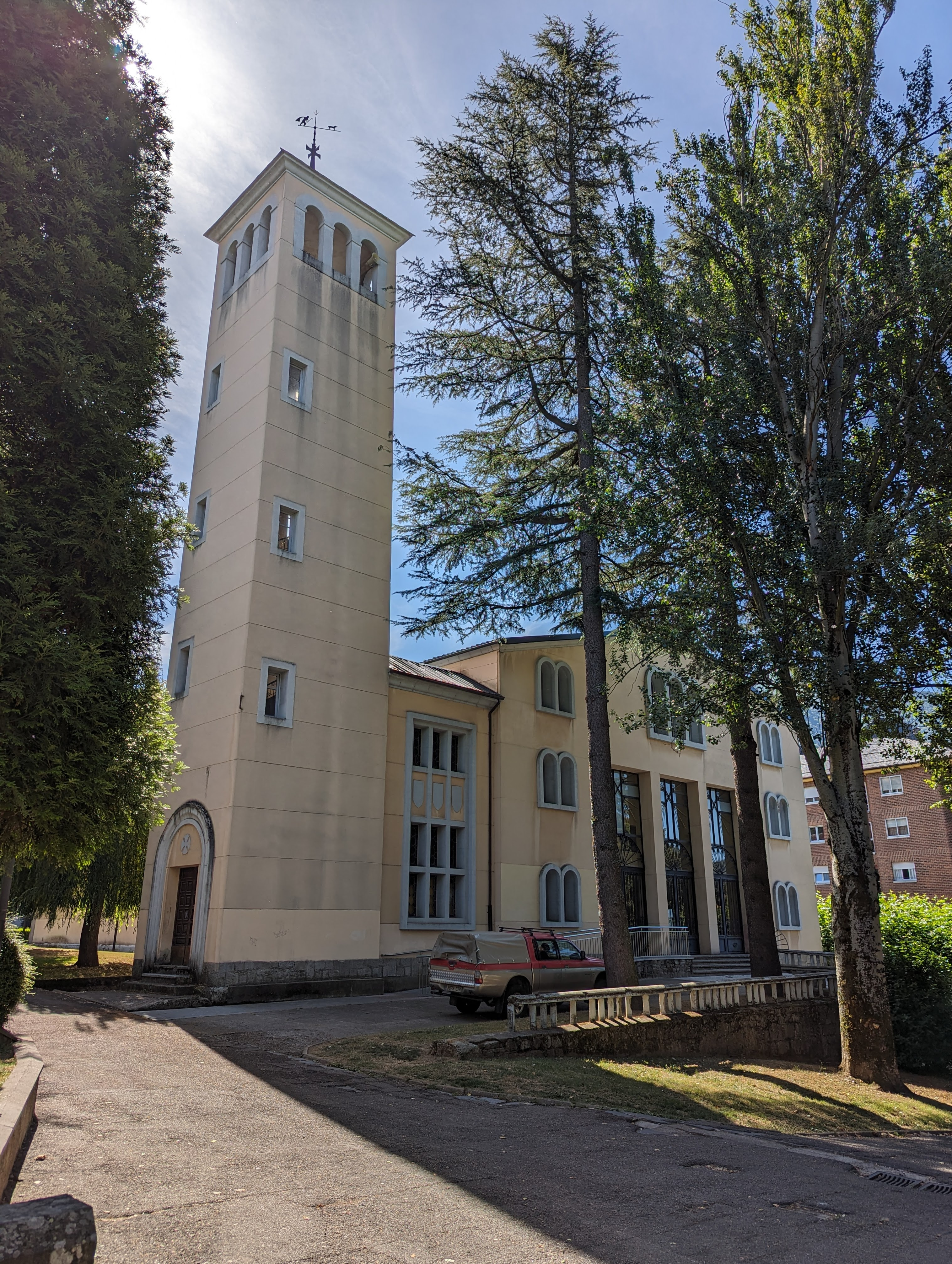
Iglesia de Santa Bárbara

El patrimonio de Villablino, y de Laciana, es en su mayoría patrimonio natural. Cuenta con numerosas rutas por la naturaleza que permiten disfrutar de la fauna y la flora en todo su esplendor. Dentro de esta posibilidad de disfrutar de la fauna, nos encontramos con la posibilidad de observar el oso pardo, el cual es muy difícil de ver.
La comarca de Laciana fue asignada como Reserva de la biosfera por la UNESCO. En 2005, el Ayuntamiento presentaba la propuesta para que Laciana se convirtiera en parque natural y convertirse en referente turístico. Entre las especies de fauna, destacan el oso pardo cantábrico, el urogallo (símbolo de la comarca), el lobo, jabalí, corzos y rebecos, y una gran cantidad de especies. En cuanto a flora, destacan los tejos milenarios, robles, acebos, serbal, chopos,...
En cuanto a su patrimonio cultural e histórico, hay que destacar los abundantes castros prerromanos y romanizados, una gran cantidad de iglesias medievales (Rioscuro, San Miguel, Las Rozas,...), así como varias tumbas antropomórficas. También son importantes sus casas solariegas, los hórreos, las brañas, etc. Dentro de estos ejemplos de patrimonio histórico hay que destacar la casa solariega de Sierra-Pambley, la casona de San Miguel, la iglesia románica de Robles de Laciana y los castros prerromanos de La Muela y La Zamora. También se podría destacar el Pozo María de Caboalles de Abajo, en torno al cual hay un proyecto de convertirlo en un museo minero.

### Festividades y eventos

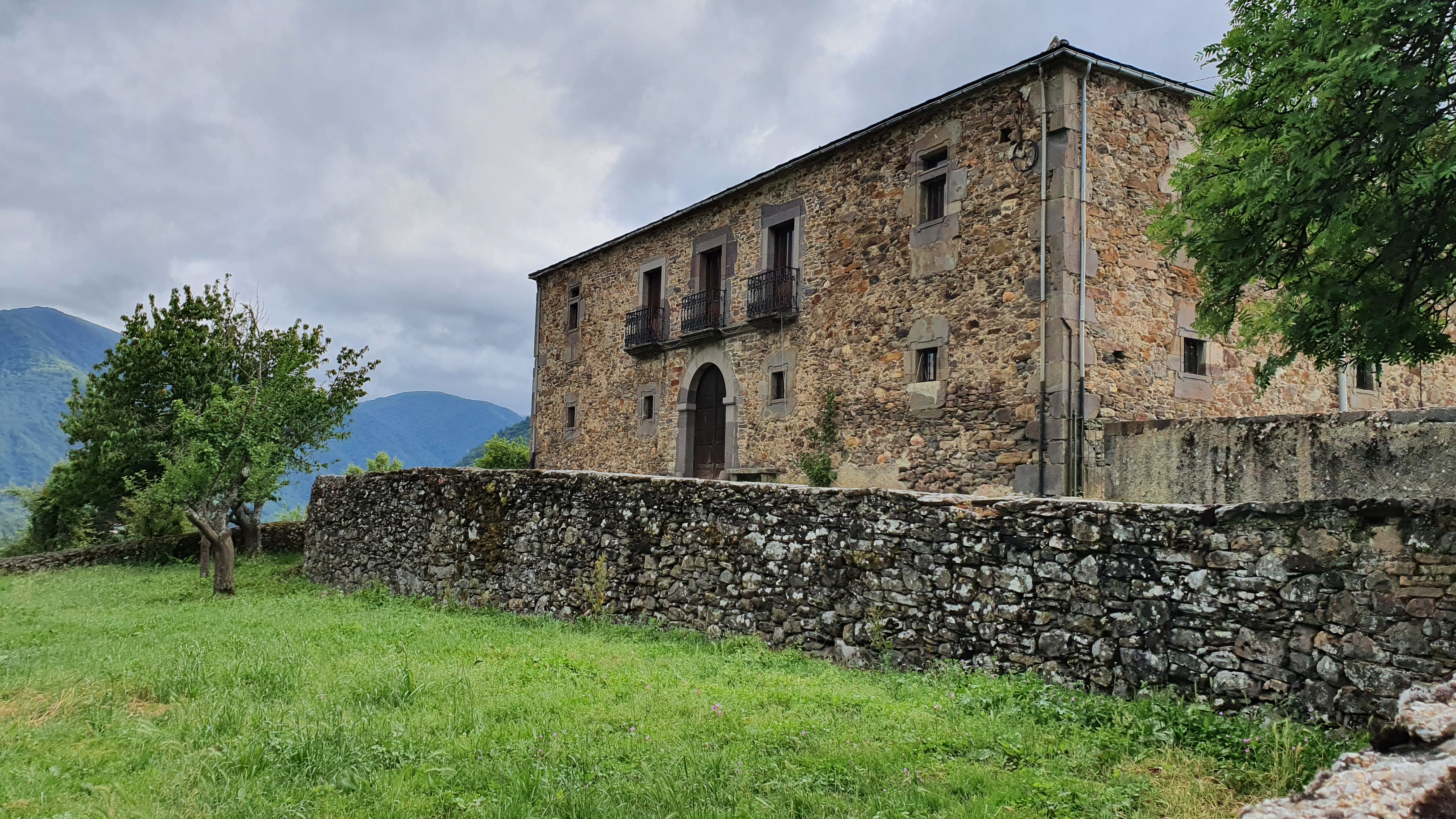
Casona de San Miguel, donde tiene lugar el mercau tsacianiegu

Tanto en la localidad de Villablino como en el resto del municipio hay diversas fiestas que se celebran a lo largo del año. Algunas de las más importantes son:
La Feriona: Se celebra el 12 de octubre y ha sido y sigue siendo la feria de ganado por excelencia de Villablino. Tiene lugar en el recinto ferial de la comarca donde se muestran vacas, caballos, perros mastines e incluso gallinas. Este día las calles de Villablino están llenas puestos de productos diversos, desde avellanas, ajos, pescados en salazón hasta ropa, utensilios, panes y dulces. Este día es tradición comer pulpo, que se puede encontrar en los puestos gallegos del mercado o en los bares y restaurantes de la localidad. El día 12 de noviembre tiene lugar la Ferina, una réplica de la Feriona pero de menores dimensiones.
La Vaqueirada: Se celebra el 24 de agosto durante las fiestas patronales de Caboalles de Abajo. Esta fiesta popular se remonta cien años atrás. En ella, varias carrozas temáticas desfilan por las calles del pueblo acompañadas de charangas y grupos regionales. Ha sido declarada, de Interés Turístico Provincial.
El Mercau Tsacianiegu: Se celebra en la capital lacianiega cada primer fin de semana de agosto, en torno a la Casona. En este mercado tradicional se reviven costumbres de la comarca de hace un siglo con demostraciones de labores tradicionales, puestos de productos artesanales, bailes, y la representación de la antigua boda lacianiega.
Procesión del Cristo de los Mineros: Se celebra el Viernes Santo en Caboalles de Abajo. La imagen del Cristo, es procesionada a hombros por mineros vestidos con el traje de trabajo y acompañada por la imagen de la Virgen Dolorosa, vestida con un manto negro donado por la gente del pueblo.
También cabe destacar el día de Santa Bárbara (patrona de los mineros) el 4 de diciembre, el día de la Virgen de Fátima, en honor a toda la población portuguesa que vino a Villablino a trabajar en las minas. En cada pueblo del municipio se celebran las fiestas patronales, celebrándose conciertos, ferias y las famosas peñas con desfile de carrozas. Aquí destacan la de Villager (San Lorenzo el 10 de agosto), San Roque (16 de agosto en Villablino), San Pedro (Villaseca el 29 de junio) y San Bartolo (Caboalles de Abajo el 24 de agosto).

### Gastronomía
La gastronomía del Valle de Laciana, y por tanto la de Villablino, se basa en la tradición estando compuesta por platos propios de la alta montaña.
El samartino o la matanza del cerdo constituye la base de la alimentación de la comarca y es por eso que cualquier producto procedente del cerdo, tiene la garantía de la zona.
Destacan los embutidos: quesos, chorizo, cecina, jamón, lomo embuchado o la sabrosa morcilla, el botillo y los chichos (picadillo).
También es muy conocida la empanada del país, compuesta por chorizo, carne magra y panceta.
Un plato fundamental e importantísimo de la gastronomía lacianiega son los caldos, de berza, repollo o fréjoles, elaborados con carnes que se sirven como segundo plato.
Conocidos también son los platos elaborados con carne de cordero, como son la caldereta o la chanfaina.
Como postres destacan los artesanales arroces con leche, flanes, natillas, pastas de nata y retorcidos. Otros postres son los tradicionales fisuelos, el pionono o brazo de gitano, la tarta de moka y los borrachines.

### Leyendas
Leyenda de Las Rozas
El origen de Las Rozas, núcleo del que nacerá Villablino y referente de la citada Carta Puebla, se sitúa en una leyenda medieval. Según la tradición, en época gótica se produjo un fraticidio entre los hijos del Señor de Toreno. El asesino fue obligado a marcharse y llegó a Laciana acompañado de sus seguidores. Para asentarse, tuvo que rozar una zona boscosa, lo que hoy se conoce como Las Rozas. En éste paraje se asienta la Casa Solariega de los Buelta.
La familia de los Buelta tiene su origen en la acción de un militar lacianiego durante la Reconquista, cuando se enfrentó a una avanzadilla musulmana en desventaja. Los hombres huían y el lacianiego gritó ¡¡Vuelta, vuelta!!. Se les concedió escudo de armas y signos distintivos del nuevo linaje: Los Buelta. Entre los miembros destacados del linaje, habrá un Capitán de los Tercios de Flandes nombrado por Felipe II. Los Buelta construyeron la capilla de las Rozas en 1646, con un retablo obra de Pedro Sánchez de Agrela, donde se hicieron enterrar en las capillas laterales.

## Medios de comunicación
Prensa impresa
En Villablino pueden adquirirse los periódicos nacionales, regionales e internacionales de mayor difusión, algunos de los cuales incorporan una sección de información local o regional.
En cuanto a los periódicos locales, se editan, Diario de León y La Nueva Crónica. Además, la comarca cuenta con su propio diario digital, Laciana Digital, el cual informa de la actualidad y los acontecimientos más importantes de todos los pueblos que forman el municipio.
Radio
En la ciudad se pueden sintonizar todas las cadenas principales de radio que operan a nivel nacional y regional y en la ciudad disponen de emisoras locales que emiten espacios dedicados a la actualidad local en sus desconexiones en diferentes tramos horarios: Radio Nacional de España, Cadena SER, Onda Cero, COPE, Europa FM, Cadena Dial, Los 40, Kiss FM, Cadena 100. En FM se puede sintonizar la emisora local Radio Laciana.
Televisión
Con la entrada en funcionamiento de la Televisión Digital Terrestre (TDT) se ha multiplicado el número de canales de televisión, tanto generalistas como temáticos y tanto gratis como plataformas de pago a los que pueden acceder los leoneses. También puede verse la televisión provincial La 8, la cual cuenta con versión en HD.